# Липівська сільська рада (Миколаївський район)
Ли́півська сільська́ ра́да — адміністративно-територіальна одиниця та орган місцевого самоврядування в Миколаївському районі Львівської області. Адміністративний центр — селище Липівка.

## Загальні відомості
Львівська обласна рада рішенням від 3 липня 2012 року у Миколаївському районі утворила Липівську сільраду з центром у селищі Липівка.

## Населені пункти
Сільраді були підпорядковані населені пункти:
- с-ще Липівка

## Склад ради
- Сільський голова:
- Секретар сільської ради:
- Загальний склад ради:

### Депутати
Перші вибори депутатів та сільського голови Липівської сільської ради Миколаївського району Львівської області ще не відбулися.